# Soloflygning
Soloflygning (originaltitel: Going solo), är en självbiografisk bok av Roald Dahl. Den utgavs i Storbritannien till Roald Dahls 70-årsdag i oktober 1986. Den tar vid där den första självbiografin, Mitt liv som pojk, slutar.
Boken omspänner åren 1938–1941. Den börjar med att Roald Dahl reser till Dar es Salaam i dåvarande Tanganyika för att tillträda en utlandstjänst på Shell som 22-åring och slutar med hans återkomst till hemlandet tre år senare efter tjänstgöring som stridspilot i jaktflygplan i Royal Air Force, bland annat Grekland och Brittiska Palestinamandatet, under andra världskriget.

## Tanganyika
Utresan till Afrika sker med en båt som har passagerare som är på återresa till de brittiska kolonierna. Roald Dahl beskriver dem som mycket excentriska: ”Dessa människor, mer engelska än engelsmän, mer skotska än skottar, var den värsta samling dårfinkar jag någonsin träffat på.”

## Utbildning till stridspilot

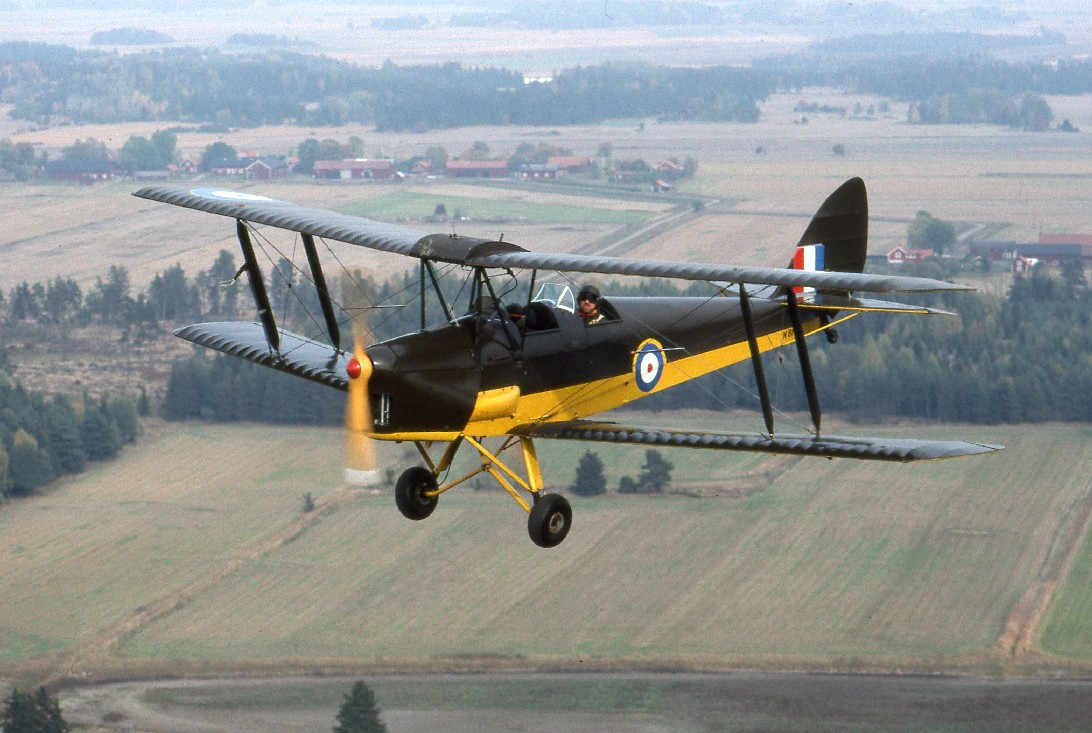
de Havilland Tiger Moth

Roald Dahl tog i november 1939 sig med sin egen personbil, en Ford Prefect, den bortemot ett tusen kilometer långa, smala och bitvis gropiga sträckan från Dar es Salaam till Nairobi i Kenya för att enrolleras i Royal Air Force. Färden gick bland annat över floden Wami, där bilen färjades över på en handdragen flotte. Den grundläggande flygutbildningen i Kenya varade ett halvt år och skedde med de Havilland Tiger Moth. Därefter följde ett halvårs vidareutbildning på Royal Air Force:s bas i al-Habbaniyya i Irak med Hawker Hart.

## Flygkrasch i Libyen

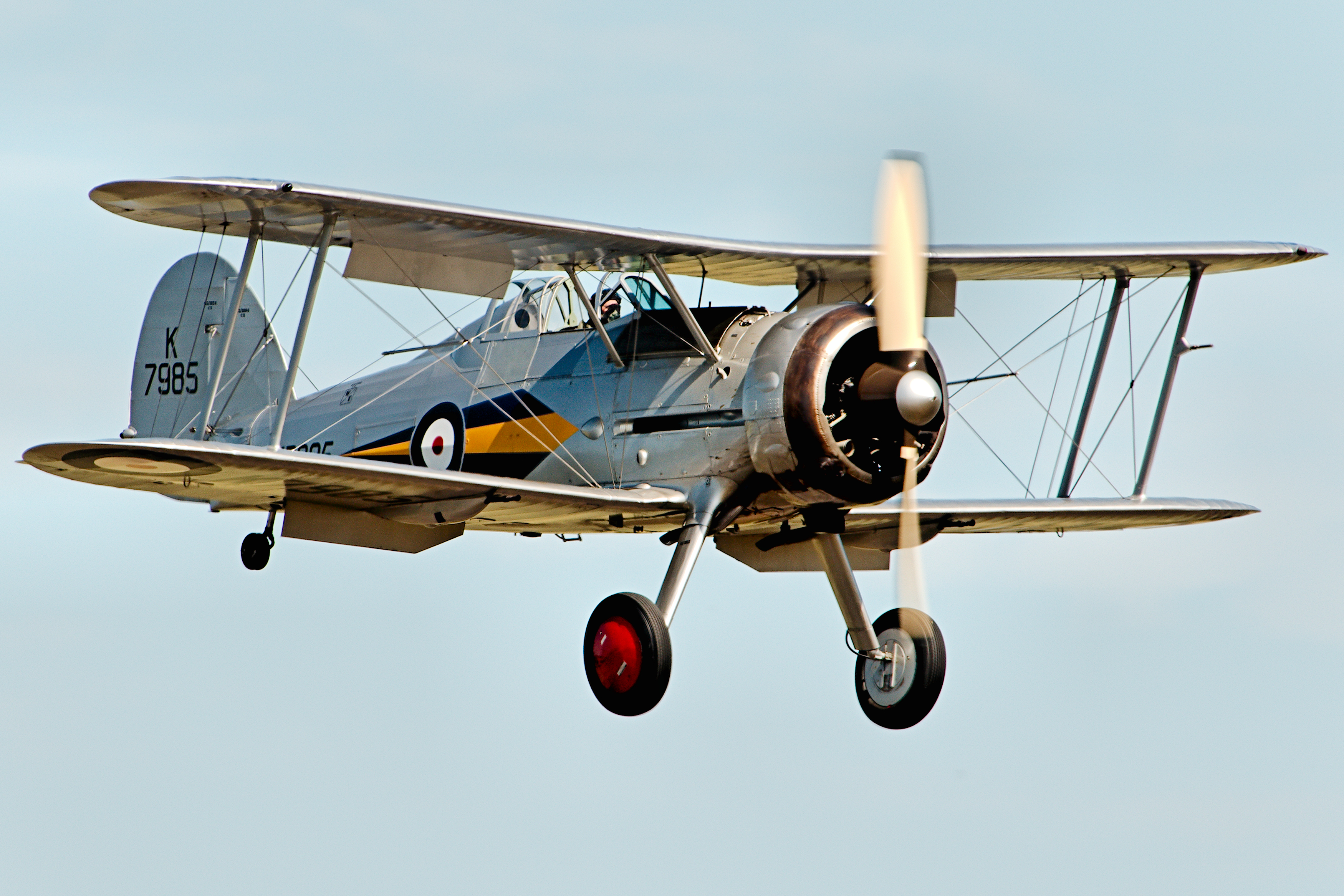
Gloster Gladiator

I Egypten fick Roald Dahl ett tvåvingat jaktplan av typ Gloster Gladiator och beordrades uppsöka sitt förband, No. 80 Squadron RAF, som var förlagt på en tillfällig bas i Libyska öknen. Där kraschlandade han, efter att ha fått helt felaktiga uppgifter om förbandets lokalisering, och bränslet varit på väg att ta slut.

## Strider i Grekland

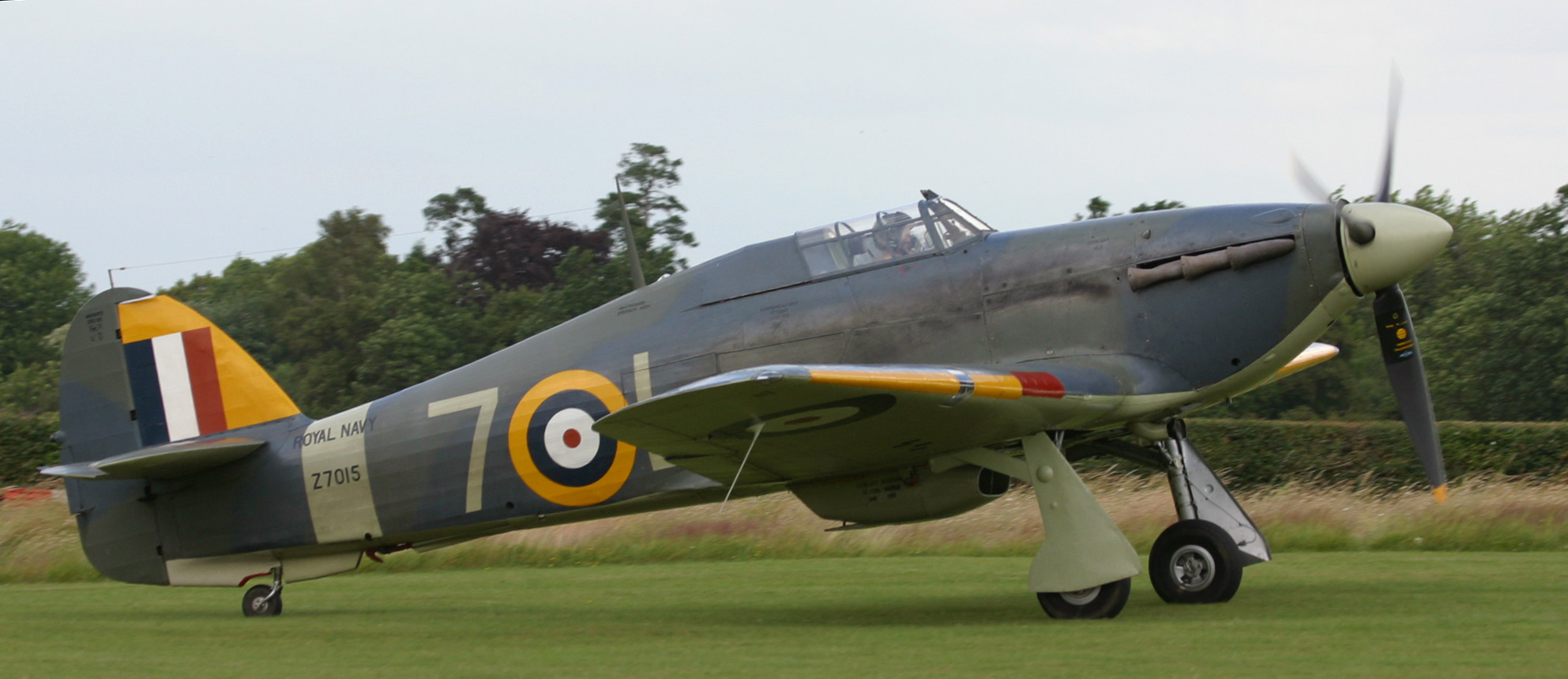
Hawker Hurricane

Efter långvarig konvalescens i Alexandria återinträdde Roald Dahl i tjänst vid No. 80 Squadron RAF, som hade omstationerats till Grekland för att försvara landet vid Slaget om Grekland. Flygdivisionen hade under mellantiden utrustats med moderna Hawker Hurricane monoplan.

## Tjänstgöring i Palestina
Efter tyskarnas ockupation av Grekland kom Roald Dahl till Haifa i Palestina och stred mot de franska styrkorna i Libanon och Syrien. Sviter efter flygplanskraschen i Libyen gjorde att hans flygartjänst upphörde, varefter han efter en lång resa med trupptransportfartyg via Durban i Sydafrika återvände till Storbritannien 1942.